# Андалузький ратонеро
Андалузький ратонеро — норна порода мисливських собак, виведені для полювання за  борсуками і лисицями. Інші назви - палубний собака, андалузький трактирний щуролов, ратонеро бодегуеро андалус. Хоробрі і життєрадісні собаки - компаньйони,  не потребують складного догляду. Добре вживаються у квартирі. 

## Історія
Андалузький трактирний щуролов походить з XVII ст. Виведений на півдні Іспанії для знищення гризунів і полювання на диких тварин. Для селекції відбирали різних тер'єрів з ловецьким хистом і спритністю. Порода поширена в Іспанії, Португалії та Аргентині.

## Зовнішній вигляд
Собака з пропорційною тілобудовою і плямистим забарвленням. Має міцні щелпи і майже непомітний перехід від морди до чола. Трикутні вуха звисають вперед, а хвіст короткий від народження або його купірують. Лапи собаки завершуються округлими подушечками.

## Характер
Любить людей, може потоваришувати з дитиною і вірно служить господарю. Самовпевненість і активний темперамент "іспанця" також виявляються у грайливості собаки.

## Догляд
Жвавий характер змушує собаку до постійного руху. Тож чи не єдина вимога до утримання ратонеро бодегуеро - активні прогулянки. Важливо з раннього віку привчити палубного собаку до сусідства інших домашніх тварин, особливо - дрібних.

## Харчування
Звиклий до співжиття з людьми  харчується стравами домашньої кухні. Збалансований раціон і чиста питна вода - меню собаки. Важливо співвідносити розмір порції з рівнем фізичної активності собаки.